# Présumé coupable
Présumé coupable je francouzsko-belgický hraný film z roku 2011, který režíroval Vincent Garenq podle skutečných událostí. Snímek měl světovou premiéru na filmovém festivalu Paris Cinéma dne 12. července 2011.

## Děj
Alain Marécaux byl obviněn v pedofilní aféře. Je zatčen spolu s dalšími 13 lidmi v listopadu 2001, neprávem obviněn z pedofilie a následně stráví 23 měsíců ve vězení.
Alain je nucen prodat svůj exekutorský úřad, manželka ho opustí a je odloučen od svých dětí. Teprve v prosinci 2005 je definitivně zproštěn viny. Ve vězení se několikrát pokusil o sebevraždu a držel hladovku.
O deset let později si částečně zařídil nový život. Má novou partnerku, novou práci, ale už se mu nikdy nepodařilo znovu vytvořit skutečné pouto se svými dětmi.

## Obsazení
| Philippe Torreton  | Alain Marécaux  |
| Noémie Lvovsky     | Édith Marécaux  |
| Raphaël Ferret     | soudce Burgaud  |
| Wladimir Yordanoff | Hubert Delarue  |
| Michelle Goddet    | Thessy          |
| Farida Ouchani     | Myriam Badaoui  |
| Olivier Claverie   | advokát         |
| Jean-Pierre Bagot  | Alainův otec    |
| Sarah Lecarpentier | Aurélie Grenon  |
| Vincent Nemeth     | lékařský expert |

## Ocenění
- Filmový festival v Benátkách: Label Europa Cinemas
- Festival frankofonních filmů v Angoulême: cena publika, cena pro nejlepšího herce (Philippe Torreton)
- César: nominace v kategoriích nejlepší herec (Philippe Torreton) a nejlepší adaptace (Vincent Garenq)